# Zeca Bahia
José Ramos Santos, conhecido como Zeca Bahia (Bom Jesus da Lapa, 19 de março de 1950 — Brumado, 6 de fevereiro de 2018), foi um cantor e compositor brasileiro, autor entre outras da canção "Porto Solidão", em parceria com Clodo Ferreira.

## Biografia
Aprendeu a tocar violão aos dez anos de idade, após ter recebido algumas lições de um jogador de futebol da cidade, apelidado de Wilson Cai Cai, que lhe deu aulas por apenas uma semana e aos catorze compôs sua primeira canção, intitulada "Guerra do Samba".
Começou a carreira artística na cidade natal, fundando com os amigos Orlando Fraga, Dr. Nilzo e Evandro Brandão o conjunto "Os Terríveis", que fez sucesso no sertão baiano; mudou-se na juventude para Belo Horizonte, depois para Brasília (onde, em 1969 conheceu Clodo Ferreira de quem se tornou o parceiro mais frequente nos dez anos seguintes) e finalmente para São Paulo onde, além da música, trabalhou como revisor na editora Abril, no jornal Folha de S.Paulo e para editoras de livros jurídicos e literários; ingressou no curso de jornalismo, sem tê-lo concluído.
Zeca compôs um total de 286 músicas que foram gravadas. Junto a Clodo Ferreira compôs a canção "Ave Coração" em 1979; sucesso com o cantor Fagner, e que teve sua versão para o espanhol feita pelo escritor Ferreira Gullar. Apenas essa canção lhe rendeu royalties para uma "aposentadoria eterna" e, segundo contou: “Essa música foi feita em 1979, em Vila Mariana, São Paulo. Ginko escreveu um poema e me mostrou. Eu falei pra ele ler e fui fazendo a letra e a metria da música. Quando eu terminei, que eu peguei o violão e cantei o pessoal aplaudiu e todas as lâmpadas de dentro do boteco explodiram”.
Dentre seus trabalhos mais conhecidos está "Porto Solidão" que na década de 1980 foi sucesso com o cantor Jessé. Composta em parceria com Ginko, a versão interpretada por Jessé foi a vencedora do Festival Shell de MPB de 1980; regravada por artistas como Altemar Dutra e Daniel, teve versões em mais de quarenta países.
O cantor teve cinco filhos, sendo dois deles adotivos, de dez relacionamentos diferentes.
Voltou para a cidade natal no começo da década de 1990, ali trabalhando para prefeitura municipal. Seu último show ali se deu em 16 de setembro de 2017.
Após ser internado na UTI do Hospital Municipal Professor Magalhães Neto, na cidade baiana de Brumado, no dia 29 de janeiro com um quadro de insuficiência renal aguda, o artista veio finalmente a falecer pouco mais de uma semana após, em decorrência de falência múltipla de órgãos; foi sepultado às 16 h do dia 7 de fevereiro, no Cemitério Santa Luzia da cidade natal, após ter sido velado na casa da irmã, Ozelaide Ramos.

## Discografia
Zeca Bahia gravou dois discos:
- Estrada das Canções (BMG Ariola, 1988, LP)
- Outro Lado da Moeda (2011, CD)